# Олександр Скляр (плавець)
Олександр Скляр (18 травня 1988) — казахський плавець.
Учасник Олімпійських Ігор 2008 року.